# Glen-Gletscher
Der Glen-Gletscher ist ein 11 km langer Gletscher im ostantarktischen Coatsland. In den Read Mountains der Shackleton Range  mündet er in südlicher Fließrichtung in den Recovery-Gletscher.
Erstmals kartiert wurde er im Oktober 1957 von Teilnehmern der Commonwealth Trans-Antarctic Expedition (1955–1958) unter der Leitung des britischen Polarforschers Vivian Fuchs. Benannt ist er nach Alexander Richard „Sandy“ Glen (1912–2004), Mitglied des Managementausschusses dieser Forschungsreise.